# Kep1er
Pour les articles homonymes, voir Kepler.
Kep1er (coréen : 케플러, Kepeulleo) est un girl group sud-coréen de K-pop formé sous CJ ENM en 2021 à la suite de l'émission Girls Planet 999 de Mnet. Il est composé de sept membres. Originellement composé de neuf membres, Mashiro et Yeseo quittent le groupe en juillet 2024. Le groupe débute le 3 janvier 2022 avec son premier mini-album First Impact.

## Formation
Les membres du groupe ont été sélectionnées parmi 99 candidates venues de Chine, du Japon, et de Corée du Sud, lors de l'émission Girls Planet 999 de Mnet. Le groupe devait initialement être temporaire, avec une durée de promotion de 2 ans et 6 mois, et géré conjointement par WakeOne et Swing Entertainment.
Mi-janvier 2024, WakeOne annonce que les discussions sont en cours avec les agences respectives des membres afin de prolonger le contrat du groupe qui se termine le 3 juillet 2024. Fin mai, WakeOne déclare avoir officiellement prolongé le contrat de toutes les membres du groupe à l'exception de Mashiro et Yeseo qui retourneront dans leur agence à l'expiration de celui-ci.
En septembre 2024, Klap Entertainment annonce prendre en charge la gestion des activités de Kep1er conjointement avec WakeOne.

## Membres
| Nom de naissance | Nom de naissance | Date de naissance | Nationalité  | Agence                  |
| Romanisé         | Cor./jap./chi    | Date de naissance | Nationalité  | Agence                  |
| ---------------- | ---------------- | ----------------- | ------------ | ----------------------- |
| Choi Yu-jin      | 최유진           | 12 août 1996      | Sud-coréenne | Cube Entertainment      |
| Shen Xiaoting    | 沈小婷           | 12 novembre 1999  | Chinoise     | Top Class Entertainment |
| Kim Chae-hyun    | 김채현           | 26 avril 2002     | Sud-coréenne | WakeOne                 |
| Kim Da-yeon      | 김다연           | 2 mars 2003       | Sud-coréenne | Jellyfish Entertainment |
| Hikaru Ezaki     | 江崎ひかる       | 12 mars 2004      | Japonaise    | Avex Group              |
| Huening Bahiyyih | 휴닝바히에       | 27 juillet 2004   | Américaine   | IST Entertainment       |
| Seo Young-eun    | 서영은           | 27 décembre 2004  | Sud-coréenne | Biscuit Entertainment   |

Excepté le rôle de leader attribué à Yujin, les membres de Kep1er n'ont pas de positions officielles.

### Anciennes membres
| Nom de naissance | Nom de naissance | Date de naissance | Nationalité  | Agence            | Date de départ  |
| Romanisé         | Cor./jap.        | Date de naissance | Nationalité  | Agence            | Date de départ  |
| ---------------- | ---------------- | ----------------- | ------------ | ----------------- | --------------- |
| Mashiro Sakamoto | 坂本舞白         | 16 décembre 1999  | Japonaise    | 143 Entertainment | 15 juillet 2024 |
| Kang Ye-seo      | 강예서           | 22 août 2005      | Sud-coréenne | 143 Entertainment | 15 juillet 2024 |

## Discographie

### Albums coréens
| Année                                                                        | Titre                           | Détails                                                                      | Classements | Classements | Classements | Ventes                                         |
| Année                                                                        | Titre                           | Détails                                                                      | COR         | JAP         | USA         | Ventes                                         |
| ---------------------------------------------------------------------------- | ------------------------------- | ---------------------------------------------------------------------------- | ----------- | ----------- | ----------- | ---------------------------------------------- |
| 2022                                                                         | First Impact (1er mini album)   | - Date de sortie : 3 janvier 2022 - Labels : WakeOne, Swing Entertainment    | 1           | 2           | —           | - COR : plus de 396 000 - JAP : plus de 35 000 |
| 2022                                                                         | Doublast (2e mini album)        | - Date de sortie : 20 juin 2022 - Labels : WakeOne, Swing Entertainment      | 2           | 7           | —           | - COR : plus de 353 000 - JAP : plus de 32 000 |
| 2022                                                                         | Troubleshooter (3e mini album)  | - Date de sortie : 13 octobre 2022 - Labels : WakeOne, Swing Entertainment   | 2           | 7           | —           | - COR : plus de 267 000 - JAP : plus de 19 000 |
| 2023                                                                         | Lovestruck! (4e mini album)     | - Date de sortie : 10 avril 2023 - Labels : WakeOne, Swing Entertainment     | 2           | 7           | —           | - COR : plus de 195 000 - JAP : plus de 12 000 |
| 2023                                                                         | Magic Hour (5e mini album)      | - Date de sortie : 25 septembre 2023 - Labels : WakeOne, Swing Entertainment | 3           | 7           | —           | - COR : plus de 137 000 - JAP : plus de 18 000 |
| 2024                                                                         | Kep1going On (1er album studio) | - Date de sortie : 3 juin 2024 - Labels : WakeOne, Swing Entertainment       | 5           | 17          | —           | - COR : plus de 110 000 - JAP : plus de 8 000  |
| 2024                                                                         | Tipi-Tap (6e mini album)        | - Date de sortie : 1er novembre 2024 - Labels : Klap Entertainment, WakeOne  | 6           | 22          | 147         | - COR : plus de 176 000 - JAP : plus de 4 000  |
| 2025                                                                         | Bubble Gum (7e mini album)      | - Date de sortie : 19 août 2025 - Labels : Klap Entertainment, WakeOne       | À venir     | À venir     | À venir     | À venir                                        |
| "—" indique que l'album ne s'est pas classé ou n'est pas sorti dans ce pays. |                                 |                                                                              |             |             |             |                                                |

### Albums japonais
| Année | Titre                        | Détails                                                                 | Classement | Ventes                 |
| Année | Titre                        | Détails                                                                 | JAP        | Ventes                 |
| ----- | ---------------------------- | ----------------------------------------------------------------------- | ---------- | ---------------------- |
| 2024  | Kep1going (1er album studio) | - Date de sortie : 8 mai 2024 - Labels : WakeOne, Ariola Japan          | 3          | - JAP : plus de 69 000 |
| 2025  | Against The World (1er EP)   | - Date de sortie : 30 avril 2025 - Labels : Klap, WakeOne, Ariola Japan | 2          | - JAP : plus de 36 000 |

### Singles
| Année                                                       | Titre                  | Meilleures positions | Meilleures positions | Meilleures positions | Meilleures positions | Album             |
| Année                                                       | Titre                  | COR                  | JAP                  | USA World            | MON                  | Album             |
| Coréens                                                     | Coréens                | Coréens              | Coréens              | Coréens              | Coréens              | Coréens           |
| ----------------------------------------------------------- | ---------------------- | -------------------- | -------------------- | -------------------- | -------------------- | ----------------- |
| 2022                                                        | Wa Da Da               | 75                   | 9                    | 13                   | 77                   | First Impact      |
| 2022                                                        | Up!                    | —                    | 27                   | —                    | —                    | Doublast          |
| 2022                                                        | We Fresh               | —                    | —                    | —                    | —                    | Troubleshooter    |
| 2023                                                        | Giddy                  | —                    | —                    | —                    | —                    | Lovestruck!       |
| 2023                                                        | Galileo                | —                    | 96                   | —                    | —                    | Magic Hour        |
| 2024                                                        | Shooting Star          | —                    | —                    | —                    | —                    | Kep1going On      |
| 2024                                                        | Tipi-Tap               | —                    | —                    | —                    | —                    | Tipi-Tap          |
| Japonais                                                    |                        |                      |                      |                      |                      |                   |
| 2022                                                        | Wing Wing (Fly-Up)     | —                    | 3                    | —                    | —                    | Kep1going         |
| 2023                                                        | I do! Do you? (Fly-By) | —                    | 3                    | —                    | —                    | Kep1going         |
| 2023                                                        | Grand Prix (Fly-High)  | —                    | 6                    | —                    | —                    | Kep1going         |
| 2024                                                        | Straight Line          | —                    | —                    | —                    | —                    | Kep1going         |
| 2025                                                        | Yum                    | —                    | —                    | —                    | —                    | Against The World |
| "—" indique que le single ne s'est pas classé dans ce pays. |                        |                      |                      |                      |                      |                   |

## Tournées

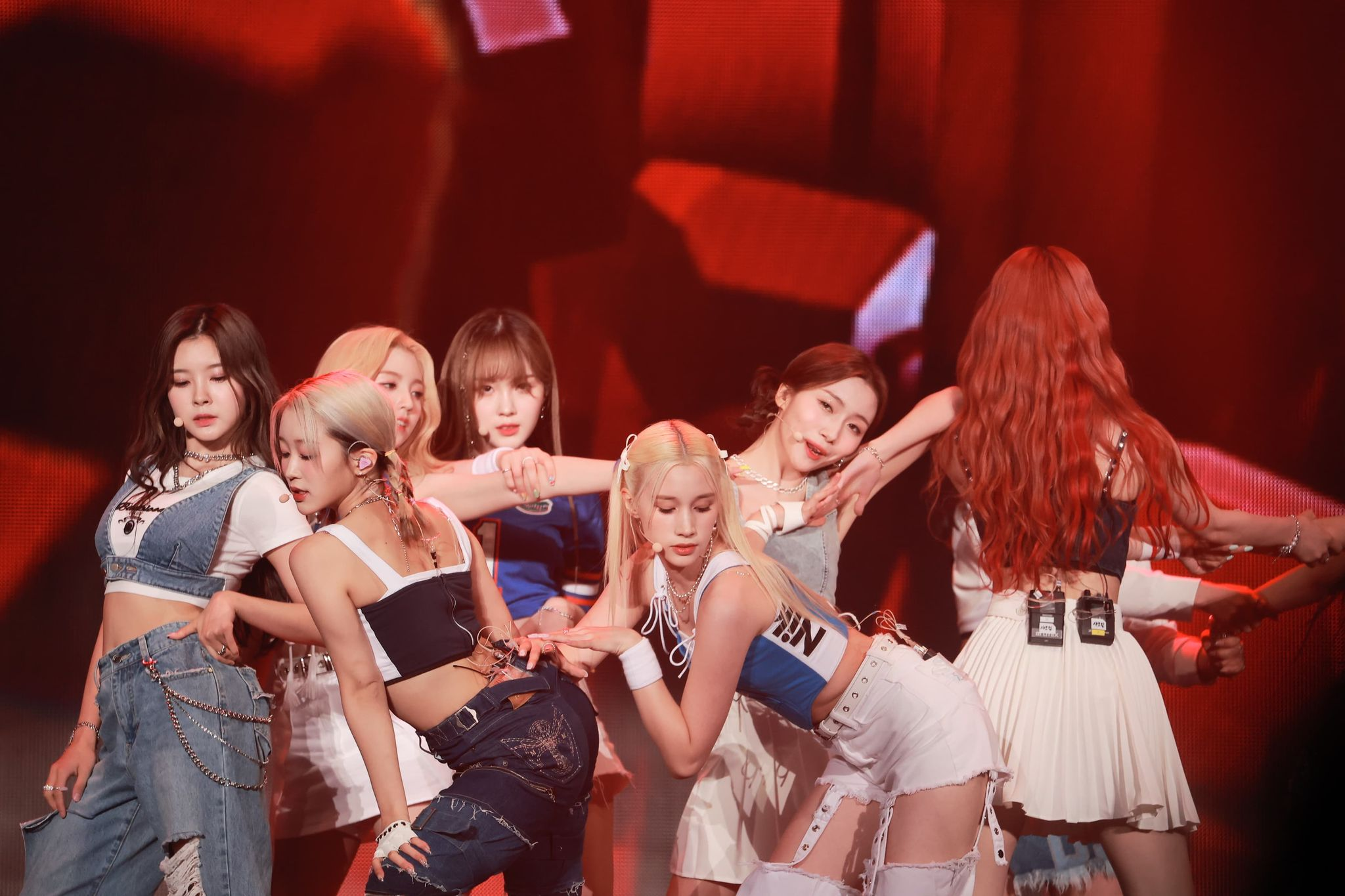
Kep1er durant le Uni-kon Music Festival en juillet 2023.

Kep1er Japan Concert Tour - Fly-By (2023)
| Dates              | Pays  | Ville | Lieu                      | Audience |
| ------------------ | ----- | ----- | ------------------------- | -------- |
| 20 et 21 mai 2023  | Japon | Tokyo | Yoyogi National Gymnasium | 50 000   |
| 2 et 3 juin 2023   | Japon | Aichi | Aichi Sky Expo            | 50 000   |
| 10 et 11 juin 2023 | Japon | Kobe  | World Memorial Hall       | 50 000   |

Kep1er Japan Concert Tour - Fly-High (2024)
| Dates                     | Pays  | Ville | Lieu                | Audience |
| ------------------------- | ----- | ----- | ------------------- | -------- |
| 23, 24 et 25 février 2024 | Japon | Chiba | Makuhari Messe      | 30 000   |
| 2 et 3 mars 2024          | Japon | Kobe  | World Memorial Hall | 30 000   |

Kep1er Japan Concert - Kep1going (2024)
| Dates                     | Pays  | Ville    | Lieu             | Audience |
| ------------------------- | ----- | -------- | ---------------- | -------- |
| 13, 14 et 15 juillet 2024 | Japon | Yokohama | K-Arena Yokohama | 45 000   |

## Distinctions
- Brand Customer Loyalty Awards 2022 : Rookie of the Year (Female)[37]
- MAMA Awards 2022 : Favorite New Artist[38]